# Musées d'art régionaux de la Finlande
Les Musées d'art régionaux de la Finlande (finnois : Suomen aluetaidemuseot) sont des musées d'art régionaux en Finlande.

## Fonction
Leurs responsabilités sont la recherche, la conservation et l'exposition d'œuvres.
Le Ministère de l'Éducation et de la Culture a désigné en 1980 les 16 musées régionaux.
| Musée                         | Image | Lieu         | Région                            | Fondation |
| ----------------------------- | ----- | ------------ | --------------------------------- | --------- |
| Musée d'art de Carélie du Sud |       | Lappeenranta | Carélie du Sud, Vallée de la Kymi | 1965      |
| Musée d'art d'Helsinki        |       | Helsinki     | Uusimaa, Uusimaa de l'Est         | 1974      |
| Musée d'art d'Hämeenlinna     |       | Hämeenlinna  | Kanta-Häme                        | 1962      |
| Musée d’art de Imatra         |       | Imatra       | Carélie du Sud                    | 1951      |
| Musée d'art de Joensuu (fi)   |       | Joensuu      | Carélie du Nord                   | 1910      |
| Musée d'art de Jyväskylä      |       | Jyväskylä    | Finlande-Centrale                 | 1998      |
| Musée d’art de Kajaani        |       | Kajaani      | Kainuu                            | 1980      |
| Musée d'art de Kemi (fi)      |       | Kemi         | Tornédalie, Laponie maritime (fi) | 1947      |
| Musée d'art de Kuopio         |       | Kuopio       | Savonie du Nord                   | 1980      |
| Musée d'art de Lahti (fi)     |       | Lahti        | Päijät-Häme                       | 1950      |
| Musée d'art de Mikkeli (fi)   |       | Mikkeli      | Savonie du Sud                    | 1976      |
| Musée d'art Nelimarkka        |       | Alajärvi     | Ostrobotnie du Sud                | 1964      |
| Musée d'art d'Oulu            |       | Oulu         | Ostrobotnie du Nord, Kainuu       | 1963      |
| Musée d'art d'Ostrobotnie     |       | Vaasa        | Ostrobotnie, Ostrobotnie-Centrale | 1896      |
| Musée d'art de Pori           |       | Pori         | Satakunta                         | 1979      |
| Musée d'art de Rovaniemi      |       | Rovaniemi    | Laponie                           | 1983      |
| Musée d'art de Tampere        |       | Tampere      | Pirkanmaa                         | 1931      |
| Musée d'art de Turku          |       | Turku        | Finlande propre                   | 1904      |